# 明驥
明驥（俄语：Джи Мин，1923年1月24日—2012年6月15日），生於湖北，前中華民國政戰少將，曾任中央電影公司（簡稱「中影」，今中影股份有限公司）總經理、文化大學教授，為台灣知名電影從業人與俄文教育家。因為他培育出了台灣新電影運動中的許多傑出人才，如小野、吳念真、侯孝賢、楊德昌、柯一正等人，被尊稱為「台灣新電影之父」。

## 生平
明驥畢業於政工幹校研究部及軍官外語學校，專長為俄語，畢業後服務於政戰單位，曾任國防部總政治作戰部心戰科長、心戰總隊副總隊長及政戰學校教務處長與大學部學生班班主任等職。
1973年，以少將軍階退伍後，擔任中影製片廠廠長，開辦電影技術人員訓練班，栽培出李屏賓、杜篤之等台灣電影工業人才。
1978年，升任中影總經理。1980年，聘用小野、吳念真為企畫與編劇。1982年，大膽啟用侯孝賢、楊德昌、張毅和萬仁等年輕導演，在戒嚴時期拍出探討社會真實現象的電影《光陰的故事》，以清新寫實的風格與樸實乾淨的拍攝手法，揭開了台灣新電影浪潮的序幕，成為台灣電影史的重要里程碑，將台灣電影以新風貌帶上國際影壇。其他任內完成作品尚包括《小畢的故事》和《海灘的一天》等。
1983年，《兒子的大玩偶》上映，引發中國國民黨內部守舊派批評。明驥因而在1984年卸下中影總經理職位，林登飛繼任中影總經理。
在卸任中影職務後，明驥至中國文化大學及政治作戰學校擔任專任俄文教授一職，協助中國文化大學創立俄文系並擔任首任系主任。索忍尼辛訪問台灣時，曾由他負責接待。
2012年6月15日，明驥病逝於三軍總醫院，享壽89歲。

## 榮譽
- 1986年
  - 楊士琪紀念獎
- 2009年
  - 台北電影獎電影產業獎
  - 金馬獎終身成就獎

## 紀念
吳念真在明驥過世後於Facebook感傷緬懷這位長者，他留言表示「不敢說明驥是『台灣新電影之父』，但他絕對是台灣新電影的催生者、呵護者」，文末真情流露地說：「明總，我愛你。」

## 著作
著有《蘇聯外交史》、《北國探索》、《觀光俄語會話》、《訪蘇見聞記》、《今日蘇》、《傳情一海鷗》、《俄羅斯風》等。

## 外部連結
- 明驥—財團法人國家電影資料館 （页面存档备份，存于）
- 第46屆金馬獎終身成就獎-明驥